# Archidendron novo-guineense
Archidendron novo-guineense là một loài thực vật có hoa trong họ Đậu. Loài này được (Merr. & L.M.Perry) I.C.Nielsen miêu tả khoa học đầu tiên.